# Jerry Jay Carroll
Jerry Jay Carroll (New York, ...) è uno scrittore e giornalista statunitense, candidato per due volte per il Premio Pulitzer e autore di sei romanzi.
Carroll è stato uno sceneggiatore ed editorialista al San Francisco Chronicle prima di trasferirsi con la moglie e il figlio nel Montana. In seguito si sono trasferiti nell'Arkansas.

## Opere
- Top Dog (1996)
- Dog Eat Dog (1999)
- A Dog's Life (1999)
- Creature inumane (Inhuman Beings) (2000)
- The Horror Writer (2017)
- End Times (2019)